# NGC 2899
NGC 2899 (другие обозначения — PK 277-3.1, ESO 166-PN13) — планетарная туманность в созвездии Паруса.
Этот объект входит в число перечисленных в оригинальной редакции «Нового общего каталога».
30 июля 2020 года на телескопе VLT при помощи инструмента FORS2, было получено изображение сверхвысокой четкости планетарной туманности NGC 2899.